# ماتشووتسی
ماتشووتسی (به بلغاری: Mateshovtsi) یک منطقهٔ مسکونی در بلغارستان است که در تریاونا واقع شده‌است.